# Hindaun
Hindaun är en stad i delstaten Rajasthan i Indien. Den tillhör distriktet Karauli och hade 105 452 invånare vid folkräkningen 2011.